# Sour El Ghozlane
Sour El Ghozlane è un comune dell'Algeria, situato nella provincia di Bouira.